# Золотий бутс
«Золотий бутс» — європейська футбольна нагорода, якою починаючи з сезону 1967—1968 відзначають найкращого бомбардира найвищих дивізіонів національних футбольних чемпіонатів країн УЄФА. Її організаторами є Європейська асоціація спортивних видань (англ. European Sports Magazines) і фірма Adidas.

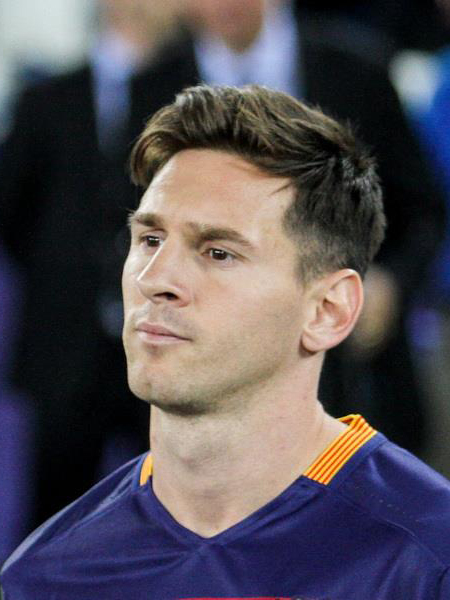
Ліонель Мессі — рекордсмен за кількістю голів (50) за один сезон (2011—2012) та кількістю нагород (6)

Рекордсменом за кількістю нагород є аргентинський плеймейкер Ліонель Мессі — 6 разів.
Ліонель Мессі також досяг найвищого показника результативності — 50 м'ячів у сезоні 2011/2012.
Існує також «Золотий бутс» для найкращого бомбардира Чемпіонату світу.

## Історія
Нагорода була започаткована в 1968 році французькою щоденною газетою «L'Équipe» спільно з німецькою фірмою Adidas. Найкращий бомбардир європейських чемпіонатів нагороджувався «Золотим бутсом», другий за результативністю гравець — «Срібним», і третій — «Бронзовим». Першим лавреатом нагороди став португалець Еусебіу.
До 1991 року при визначенні найкращого бомбардира бралася до уваги лише кількість забитих голів, попри те, в якому чемпіонаті вони були забиті. Через це перевагу у підведенні підсумків мали гравці чемпіонатів менших європейських країн, в яких існує багаторічний незаперечний лідер, далеко випереджаючий класом решту команд країни. До того ж, в багатьох випадках існували сумніви в чесності здобутих результатів, оскільки занадто багато голів забивалося в останніх турах чемпіонатів. Все це дещо знижувало повагу до нагороди і її престиж. Після низки скандалів з договірними матчами, які трапилися в деяких європейських чемпіонатах наприкінці 1980-х років, присудження нагороди було припинено.
У сезоні 1996/97 «Золотий бутс» був відроджений за дещо модифікованою формулою, яка застосовувала таблицю коефіцієнтів УЄФА для врахування рівня національного чемпіонату. Чемпіонати європейських країн, упорядковані за їхнім коефіцієнтом УЄФА, розбиваються на три групи; голи, забиті в чемпіонатах верхньої групи (з 1-го по 5-е місця), помножаються на 2, середньої (з 6-го по 21 місце) — на 1,5, нижчої — не змінюються. Згідно з цією системою голи, забиті в матчах чемпіонатів провідних футбольних країн (Англії, Іспанії, Італії тощо) важать більше, ніж ті, що були забиті у слабкіших чемпіонатах (наприклад, Албанії, Словенії, чи Вельсу). Відроджену нагороду присуджують лише гравцю, який показав найвищий результат; друге та третє місця нагородою не відзначають.

## Лауреати

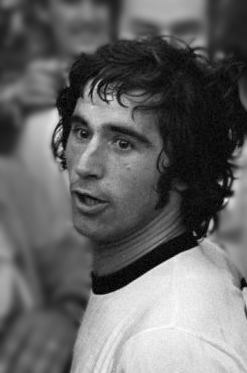
Герд Мюллер перший дворазовий володар нагороди

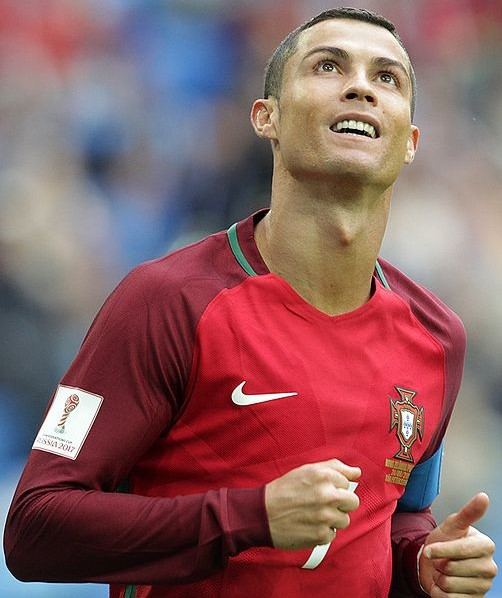
Кріштіану Роналду перший чотириразовий володар «Золотого бутса»

### 1968—1991
| Рік  | Гравець    | Гравець             | Клуб       | Клуб                | Голів |
| ---- | ---------- | ------------------- | ---------- | ------------------- | ----- |
| 1968 | Португалія | Еусебіу             | Португалія | «Бенфіка»           | 42    |
| 1969 | Болгарія   | Петар Жеков         | Болгарія   | «ЦСКА» (Софія)      | 36    |
| 1970 | ФРН        | Герд Мюллер         | ФРН        | «Баварія»           | 38    |
| 1971 | Югославія  | Йосип Скоблар       | Франція    | «Олімпік» (Марсель) | 44    |
| 1972 | ФРН        | Герд Мюллер (2)     | ФРН        | «Баварія»           | 40    |
| 1973 | Португалія | Еусебіу (2)         | Португалія | «Бенфіка»           | 40    |
| 1974 | Аргентина  | Ектор Ясальде       | Португалія | «Спортінг»          | 46    |
| 1975 | Румунія    | Дуду Джорджеску     | Румунія    | «Динамо» (Бухарест) | 33    |
| 1976 | Кіпр       | Сотіріс Каяфас      | Кіпр       | «Омонія»            | 33    |
| 1977 | Румунія    | Дуду Джорджеску (2) | Румунія    | «Динамо» (Бухарест) | 47    |
| 1978 | Австрія    | Ганс Кранкль        | Австрія    | «Рапід»             | 41    |
| 1979 | Нідерланди | Кес Кіст            | Нідерланди | «АЗ» (Алкмаар)      | 34    |
| 1980 | Бельгія    | Ервін Ванденберг    | Бельгія    | «Льєрс»             | 39    |
| 1981 | Болгарія   | Георгі Славков      | Болгарія   | «Тракія» (Пловдив)  | 31    |
| 1982 | Нідерланди | Вім Кіфт            | Нідерланди | «Аякс»              | 32    |
| 1983 | Португалія | Фернанду Гоміш      | Португалія | «Порту»             | 36    |
| 1984 | Уельс      | Іан Раш             | Англія     | «Ліверпуль»         | 32    |
| 1985 | Португалія | Фернанду Гоміш (2)  | Португалія | «Порту»             | 39    |
| 1986 | Нідерланди | Марко ван Бастен    | Нідерланди | «Аякс»              | 37    |
| 1987 | Австрія    | Тоні Польстер*      | Австрія    | «Аустрія»           | 39    |
| 1988 | Туреччина  | Танжу Чолак         | Туреччина  | «Галатасарай»       | 39    |
| 1989 | Румунія    | Дорін Матеуц        | Румунія    | «Динамо» (Бухарест) | 43    |
| 1990 | Мексика    | Уго Санчес          | Іспанія    | «Реал» (Мадрид)     | 38    |
| 1990 | Болгарія   | Христо Стоїчков     | Болгарія   | «ЦСКА» (Софія)      | 38    |
| 1991 | Югославія  | Дарко Панчев**      | Югославія  | «Црвена Звезда»     | 34    |

- * — Спочатку нагороду здобув румун Родіон Кеметару з результатом 44 м'яча; однак він забив 18 голів в останніх 6 матчах румунського чемпіонату, які пізніше були визнані договірними. Внаслідок цього він був дискваліфікований, і нагорода присуджена Тоні Польстеру з 39 голами, забитими в чемпіонаті Австрії.
- ** — Панчев здобув нагороду лише в 2006 році через протести з боку Федерації футболу Кіпру, яка стверджувала, що кіпрський гравець забив в цьому сезоні 40 голів, хоча офіційно був зафіксований результат лише 19 голів. Саме ця скандальна суперечка примусила «France Football» в 1991 році припинити присудження нагороди.

### 1992—1996
В цей період нагороду не присуджували. Найкращими бомбардирами європейських національних чемпіонатів в ці роки були такі гравці.
| Рік  | Гравець   | Гравець         | Клуб      | Клуб                 | Голів |
| ---- | --------- | --------------- | --------- | -------------------- | ----- |
| 1992 | Шотландія | Аллі Маккойст   | Шотландія | «Глазго Рейнджерс»   | 34    |
| 1993 | Шотландія | Аллі Маккойст   | Шотландія | «Глазго Рейнджерс»   | 34    |
| 1994 | Уельс     | Девід Тейлор    | Уельс     | «Портмадог»          | 43    |
| 1995 | Вірменія  | Арсен Аветисян  | Вірменія  | «Гоменгем»           | 39    |
| 1996 | Грузія    | Звіад Енделадзе | Грузія    | «Маргветі Зестафоні» | 40    |

### 1997—2025
Починаючи з сезону 1996/97 «Золотий бутс» присуджує Європейська асоціація спортивних видань зі застосуванням нової системи підрахунку результатів, в якій голи, забиті в провідних європейських чемпіонатах, множають на коефіцієнт, який залежить від рівня чемпіонату.

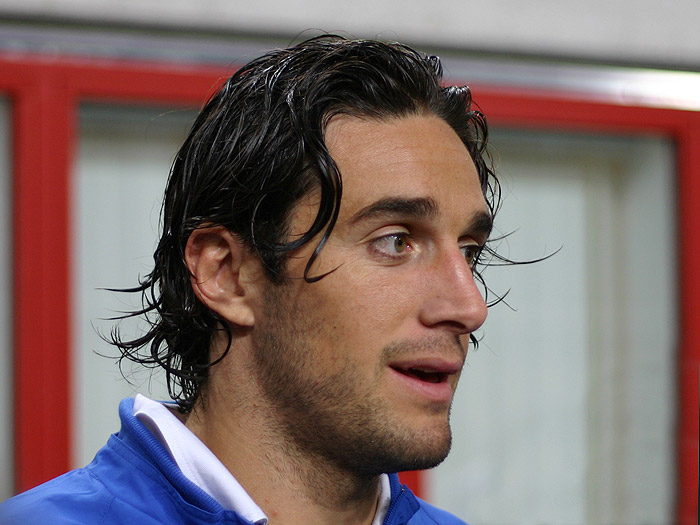
Лука Тоні, володар «Золотого бутса» 2006 року.

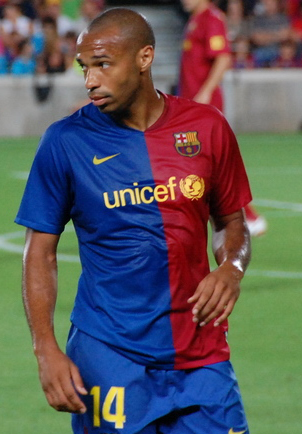
Тьєррі Анрі, лавреат нагороди 2004 та 2005 років.

| Рік       | Гравець    | Гравець                  | Клуб       | Клуб                     | Голів x Коеф. | Очок  |
| --------- | ---------- | ------------------------ | ---------- | ------------------------ | ------------- | ----- |
| 1996–97   | Бразилія   | Роналду                  | Іспанія    | «Барселона»              | 34 x 2        | =68   |
| 1997–98   | Греція     | Нікос Махлас             | Нідерланди | «Вітессе» (Арнхем)       | 34 x 2        | =68   |
| 1998–99   | Бразилія   | Маріо Жардел             | Португалія | «Порту»                  | 36 x 2        | =72   |
| 1999–2000 | Англія     | Кевін Філліпс            | Англія     | «Сандерленд»             | 30 x 2        | =60   |
| 2000–01   | Швеція     | Генрік Ларссон           | Шотландія  | «Селтік» (Глазго)        | 35 x 1,5      | =52,5 |
| 2001–02   | Бразилія   | Маріо Жардел (2)         | Португалія | «Спортінг» (Лісабон)     | 42 x 1,5      | =63   |
| 2002–03   | Нідерланди | Рой Макай                | Іспанія    | «Депортіво» (Ла-Корунья) | 29 x 2        | =58   |
| 2003–04   | Франція    | Тьєррі Анрі              | Англія     | «Арсенал» (Лондон)       | 30 x 2        | =60   |
| 2004–05   | Франція    | Тьєррі Анрі (2)          | Англія     | «Арсенал» (Лондон)       | 25 x 2        | =50   |
| 2004–05   | Уругвай    | Дієго Форлан             | Іспанія    | «Вільярреал»             | 25 x 2        | =50   |
| 2005–06   | Італія     | Лука Тоні                | Італія     | «Фіорентина» (Флоренція) | 31 x 2        | =62   |
| 2006–07   | Італія     | Франческо Тотті          | Італія     | «Рома» (Рим)             | 26 x 2        | =52   |
| 2007–08   | Португалія | Кріштіану Роналду        | Англія     | «Манчестер Юнайтед»      | 31 x 2        | =62   |
| 2008–09   | Уругвай    | Дієго Форлан (2)         | Іспанія    | «Атлетіко (Мадрид)»      | 32 x 2        | =64   |
| 2009–10   | Аргентина  | Ліонель Мессі            | Іспанія    | «Барселона»              | 34 x 2        | =68   |
| 2010–11   | Португалія | Кріштіану Роналду (2)    | Іспанія    | «Реал» (Мадрид)          | 40 x 2        | =80   |
| 2011–12   | Аргентина  | Ліонель Мессі (2)        | Іспанія    | «Барселона»              | 50 x 2        | =100  |
| 2012–13   | Аргентина  | Ліонель Мессі (3)        | Іспанія    | «Барселона»              | 46 x 2        | =92   |
| 2013–14   | Португалія | Кріштіану Роналду (3)    | Іспанія    | «Реал» (Мадрид)          | 31 x 2        | =62   |
| 2013–14   | Уругвай    | Луїс Суарес              | Англія     | «Ліверпуль»              | 31 x 2        | =62   |
| 2014–15   | Португалія | Кріштіану Роналду (4)    | Іспанія    | «Реал» (Мадрид)          | 48 x 2        | =96   |
| 2015–16   | Уругвай    | Луїс Суарес (2)          | Іспанія    | «Барселона»              | 40 x 2        | =80   |
| 2016–17   | Аргентина  | Ліонель Мессі (4)        | Іспанія    | «Барселона»              | 37 x 2        | =74   |
| 2017–18   | Аргентина  | Ліонель Мессі (5)        | Іспанія    | «Барселона»              | 34 x 2        | =68   |
| 2018–19   | Аргентина  | Ліонель Мессі (6)        | Іспанія    | «Барселона»              | 36 x 2        | =72   |
| 2019–20   | Італія     | Чиро Іммобіле            | Італія     | «Лаціо»                  | 36 x 2        | =72   |
| 2020–21   | Польща     | Роберт Левандовський     | Німеччина  | «Баварія»                | 41 x 2        | =82   |
| 2021–22   | Польща     | Роберт Левандовський (2) | Німеччина  | «Баварія»                | 35 x 2        | =70   |
| 2022–23   | Норвегія   | Ерлінг Голанн            | Англія     | «Манчестер Сіті»         | 36 x 2        | =72   |
| 2023–24   | Англія     | Гаррі Кейн               | Німеччина  | «Баварія»                | 36 x 2        | =72   |
| 2024–25   | Франція    | Кіліан Мбаппе            | Іспанія    | «Реал» (Мадрид)          | 31 x 2        | =62   |

## Статистика

### Багаторазові переможці
Ліонель Мессі — єдиний шестиразовий володар «Золотого бутса». Гравець «Баварії» Герд Мюллер був першим дворазовим лавреатом нагороди (сезони 1969–70 та 1971–72рр.), Ліонель Мессі був першим триразовим, п'ятиразовим та шестиразовим, Кріштіану Роналду першим чотириразовим володарем трофею, зокрема одного разу виступаючи за «Манчестер Юнайтед» і тричі виступаючи за «Реал». Тільки Ліонель Мессі зробив це тричі поспіль (2016–17, 2017–18, 2018–19). Дієго Форлан («Вільярреал», «Атлетіко»), Луїс Суарес («Ліверпуль», «Барселона»), Маріо Жардел («Порту», «Спортінг») і Кріштіану Роналду вигравали нагороду з двома різними клубами.

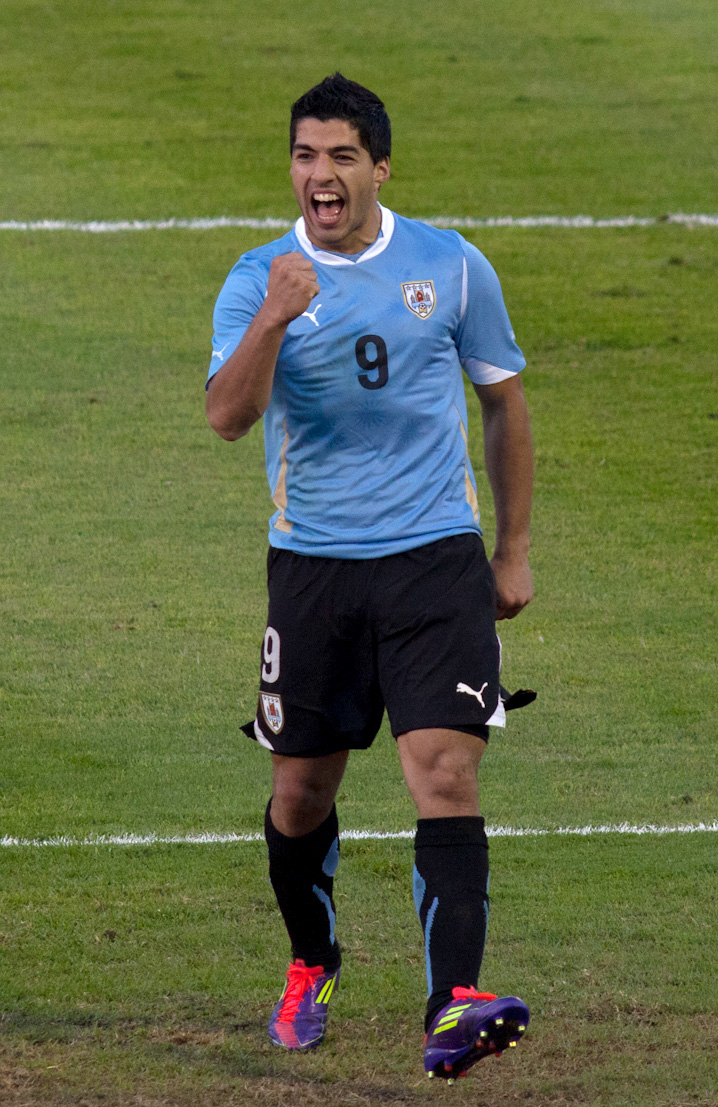
Луїс Суарес, володар Золотих бутс 2014 та 2016 років.

| Футболіст            | Кількість перемог | Сезони                                                  |
| -------------------- | ----------------- | ------------------------------------------------------- |
| Ліонель Мессі        | 6                 | 2009–10, 2011–12, 2012–13, 2016–17, 2017–18, 2018–19    |
| Кріштіану Роналду    | 4                 | 2007–08, 2010–11, 2013–14 (спільно з Суаресом), 2014–15 |
| Еусебіу              | 2                 | 1967–68, 1972–73                                        |
| Герд Мюллер          | 2                 | 1969–70, 1971–72                                        |
| Дуду Джорджеску      | 2                 | 1974–75, 1976–77                                        |
| Фернанду Гоміш       | 2                 | 1982–83, 1984–85                                        |
| Маріо Жардел         | 2                 | 1998–99, 2001–02                                        |
| Тьєррі Анрі          | 2                 | 2003–04, 2004–05 (спільно з Форланом)                   |
| Дієго Форлан         | 2                 | 2004–05 (спільно з Анрі), 2008–09                       |
| Луїс Суарес          | 2                 | 2013–14 (спільно з Роналду), 2015–16                    |
| Роберт Левандовський | 2                 | 2020–21, 2021–22                                        |

### Переможці за клубами
| Клуб                | Разом | Кількість гравців |
| ------------------- | ----- | ----------------- |
| «Барселона»         | 9     | 3                 |
| «Баварія»           | 5     | 3                 |
| «Реал»              | 5     | 3                 |
| «Динамо» (Бухарест) | 3     | 2                 |
| «Порту»             | 3     | 2                 |
| «ЦСКА» (Софія)      | 2     | 2                 |
| «Ліверпуль»         | 2     | 2                 |
| «Аякс»              | 2     | 2                 |
| «Спортінг»          | 2     | 2                 |
| «Арсенал»           | 2     | 1                 |
| Бенфіка             | 2     | 1                 |
| «Аустрія»           | 1     | 1                 |
| «Рапід»             | 1     | 1                 |
| «Льєрс»             | 1     | 1                 |
| «Ботев»             | 1     | 1                 |
| «Омонія»            | 1     | 1                 |
| «Манчестер Юнайтед» | 1     | 1                 |
| «Манчестер Сіті»    | 1     | 1                 |
| «Сандерленд»        | 1     | 1                 |
| «Олімпік» (Марсель) | 1     | 1                 |
| «Фіорентіна»        | 1     | 1                 |
| «Рома»              | 1     | 1                 |
| «Лаціо»             | 1     | 1                 |
| «АЗ» (Алкмаар)      | 1     | 1                 |
| «Вітессе»           | 1     | 1                 |
| «Селтік»            | 1     | 1                 |
| «Атлетіко»          | 1     | 1                 |
| «Депортіво»         | 1     | 1                 |
| «Вільярреал»        | 1     | 1                 |
| «Галатасарай»       | 1     | 1                 |
| «Црвена Звезда»     | 1     | 1                 |

### Переможці за країнами
| Країна     | Разом | Кількість гравців |
| ---------- | ----- | ----------------- |
| Португалія | 8     | 3                 |
| Аргентина  | 7     | 2                 |
| Нідерланди | 4     | 4                 |
| Уругвай    | 4     | 2                 |
| Болгарія   | 3     | 3                 |
| Італія     | 3     | 3                 |
| Румунія    | 3     | 2                 |
| Бразилія   | 3     | 2                 |
| Франція    | 3     | 2                 |
| Австрія    | 2     | 2                 |
| Югославія  | 2     | 2                 |
| Англія     | 2     | 2                 |
| Польща     | 2     | 1                 |
| ФРН        | 2     | 1                 |
| Бельгія    | 1     | 1                 |
| Кіпр       | 1     | 1                 |
| Уельс      | 1     | 1                 |
| Греція     | 1     | 1                 |
| Мексика    | 1     | 1                 |
| Швеція     | 1     | 1                 |
| Туреччина  | 1     | 1                 |
| Норвегія   | 1     | 1                 |

### Переможці за чемпіонатами
| Чемпіонат             | Разом | Кількість гравців |
| --------------------- | ----- | ----------------- |
| Чемпіонат Іспанії     | 16    | 8                 |
| Чемпіонат Португалії  | 7     | 4                 |
| Чемпіонат Англії      | 7     | 6                 |
| Чемпіонат Німеччини   | 5     | 3                 |
| Чемпіонат Нідерландів | 4     | 4                 |
| Чемпіонат Болгарії    | 3     | 3                 |
| Чемпіонат Італії      | 3     | 3                 |
| Чемпіонат Шотландії   | 3     | 2                 |
| Чемпіонат Румунії     | 3     | 2                 |
| Чемпіонат Австрії     | 2     | 2                 |
| Чемпіонат Франції     | 1     | 1                 |
| Чемпіонат Бельгії     | 1     | 1                 |
| Чемпіонат Туреччини   | 1     | 1                 |
| Чемпіонат Югославії   | 1     | 1                 |
| Чемпіонат Кіпру       | 1     | 1                 |